# Тогизбулак
Тогизбула́к (каз. Тоғызбұлақ) — село у складі Кегенського району Алматинської області Казахстану. Входить до складу Жалагаського сільського округу.
Населення — 1030 осіб (2021; 1451 у 2009, 1448 у 1999, 1486 у 1989).